# NGC 219
NGC 219 é uma galáxia elíptica (E) localizada na direcção da constelação de Cetus. Possui uma declinação de +00° 54' 16" e uma ascensão recta de 0 horas, 42 minutos e 11,3 segundos.